# Antônio Monteiro Dutra
Antônio Monteiro Dutra (Duque Bacelar, 11 agosto 1973) è un ex calciatore brasiliano, di ruolo difensore.

## Caratteristiche tecniche
Giocava come difensore laterale destro.

## Carriera

### Club
Dopo aver debuttato nel corso del Campeonato Brasileiro Série A 1994 con il Paysandu, ha giocato per anni nel Santos, dal quale fu omaggiato con una targa nel 1997 per aver segnato un gol particolarmente bello contro il Bahia al Vila Belmiro. Dopo aver passato un lungo periodo in Giappone con gli Yokohama F. Marinos, ha firmato per lo Sport; in seguito rescinderà nuovamente il suo contratto per ritornare in Giappone.

## Palmarès

### Club

#### Competizioni statali
- Campionato Paranaense: 1

Coritiba: 1999
- Campionato Pernambucano: 2

Sport: 2007, 2008

#### Competizioni nazionali
- Campionato giapponese: 2

Yokohama F. Marinos: 2003, 2004
- Coppa del Giappone: 2

Yokohama F. Marinos: 2004, 2005
- Coppa del Brasile: 1

Sport: 2008